# ويليام آكر
ويليام آكر (بالإنجليزية: William Acker)‏ هو قاضي ومحامي أمريكي، ولد في 25 أكتوبر 1927 في برمنغهام في الولايات المتحدة، وتوفي في 21 يونيو 2018.